# Earl (contea di Berks)
Earl  è una township degli Stati Uniti d'America, nella contea di Berks nello Stato della Pennsylvania. Secondo il censimento del 2000 la popolazione è di 3.050 abitanti.

## Società

### Evoluzione demografica
La composizione etnica vede una maggioranza della razza bianca (98,13%), seguita da quella asiatica (0,72%) dati del 2000.
| township di Earl Popolazione |       |
| 2000                         | 3.050 |
| Stima al 2009                | 3.393 |